# Войцешкув
Войцешкув (пол. Wojcieszków) — село в Польщі, у гміні Войцешкув Луківського повіту Люблінського воєводства.
Населення — 1093 особи (2011).
У 1975-1998 роках село належало до Седлецького воєводства.

## Демографія
Демографічна структура станом на 31 березня 2011 року:
|          | Загалом | Допрацездатний вік | Працездатний вік | Постпрацездатний вік |
| -------- | ------- | ------------------ | ---------------- | -------------------- |
| Чоловіки | 551     | 116                | 385              | 50                   |
| Жінки    | 542     | 119                | 287              | 136                  |
| Разом    | 1093    | 235                | 672              | 186                  |